# 正镶白旗
正鑲白旗是中華人民共和國內蒙古自治區錫林郭勒盟轄下的一個旗，面積為6250平方公里，該旗地方政府駐於明安图鎮。

## 历史
正鑲白旗歷史悠久，早在氏族時期就是遊牧部落活動的地區，曾先后属匈奴、突厥等游牧帝国轄區。
清代为八旗察哈尔左翼的正白旗和镶白旗，1936年被蒙疆政府重新划属察哈尔盟。1945年苏蒙联军从日军手中解放该地，建立了苏维埃政权，合称“察哈尔正镶白旗”。当时正白旗辖18个佐，旗政府驻哈那哈达庙（和硕庙），1947年迁至布日都庙。镶白旗辖16佐，旗政府驻巴嘎海力根（衙门诺尔）。
1949年3月两旗合并为“正镶白联合旗”。中华人民共和国成立後，1956年9月11日经国务院三十七次会议决定，将正镶白联合旗改为正镶白旗。

## 人口
根據第七次人口普查數據，截至2020年11月1日零時，正鑲白旗常住人口為42950人。
2003年，总人口約為7萬人。汉族占多数，正镶白旗境内的汉语方言主要属于晋语张呼片。

## 行政区划
正镶白旗下辖2个镇、3个苏木：
明安图镇、星耀镇、伊和淖尔苏木、乌兰查布苏木、宝拉根陶海苏木、额里图种畜场和哲日根图林场。

## 环境
該地因雨量稀少多勉強發展畜牧業，近年因旗境土地多沙化，也為沙塵暴所苦。

## 交通
集通鐵路設正鑲白旗站。

## 著名人物
该地是十八世纪科学家明安图的故乡。